# Ryan McLaughlin
Ryan McLaughlin, född 30 september 1994, är en nordirländsk fotbollsspelare (försvarare). Han spelar även för det nordirländska landslaget. Han är yngre bror till fotbollsspelaren Conor McLaughlin.

## Karriär
Den 23 januari 2019 värvades McLaughlin av Rochdale, där han skrev på ett 1,5-årskontrakt. Den 17 augusti 2020 förlängde McLaughlin sitt kontrakt med ett år.
Den 10 september 2021 värvades McLaughlin av League One-klubben Morecambe, där han skrev på ett ettårskontrakt.